# Matija Golob
Matija Golob, slovenski pravnik in sociolog, * 25. april 1922, Kranj, † 1995.
Matija Golob je leta 1949 diplomiral na ljubljanski Pravni fakulteti in tam 1959 tudi doktoriral. Od leta 1949 do 1962 je delal na policiji kot kriminalist, od 1962 do 1982 pa na Inštitutu za sociologijo Univerze Edvarda Kardelja v Ljubljani, kjer se je posvečal predvsem študijam odnosov v podeželjskih skupnostih. Rezultate raziskav je objavil v številnih člankih in razpravah v jugoslovanskem in tujem strokovnem tisku.